# Rio Bistrița (Someș)
O Rio Bistriţa é um rio da Romênia na região da Transilvânia. Possui 118 km de extensão.